# Javier Romañach Cabrero
Javier Romañach Cabrero (Manresa, 6 de noviembre de 1962 - Madrid, 13 de noviembre de 2018) fue un humanista, activista social e inventor español. De formación tecnológica, reorientó su actividad profesional tras una tetraplejia consecuencia del accidente de tráfico que tuvo a la edad de 28 años.
Destacó por su defensa de la diversidad funcional, de la que hizo su actividad principal.  Fue miembro de entidades especializadas en la defensa, ayuda y formación de personas con diversidad funcional, como El Foro de Vida Independiente y Divertad, Oficina de Vida Independiente de la Comunidad de Madrid, Asociación SOLCOM, Instituto de Paz, Derechos Humanos y Vida Independiente (IPADEVI), ASPAYM y Fundación Sidar.
En reconocimiento a su tarea divulgativa en defensa de los derechos humanos, la Universidad Carlos III creó en 2019 la  "Clínica de Derechos Humanos Javier Romañach", dentro de su programa del Instituto de Derechos Humanos Bartolomé de las Casas.

## Inicios profesionales
En  1987 obtuvo la Licenciatura en Informática por la Facultad de Informática de la Universidad Politécnica de Madrid. Trabajó en el campo de la ingeniería del software y en los sectores aeroespacial y de las comunicaciones, con especial énfasis en la interacción persona-ordenador. Poco después colaboró con la Organización Europea para la Investigación Nuclear (CERN) y con la Agencia Espacial Europea; también trabajó para Telefónica I+D y para el Grupo de Mecánica de Vuelo.
En  1991, debido a un accidente de tráfico, tuvo una lesión medular cervical (C5-C6) que le originó una situación de tetraplejia parcial permanente. Tras cuatro años de neuro-rehabilitación intensa, recuperó parcialmente la funcionalidad de las extremidades superiores.
Su nueva condición física le hizo reorientar su actividad y conocimientos tecnológicos hacia el desarrollo de la interfaz hombre-máquina. Participó en diversos proyectos relacionados con la tecnología, la diversidad funcional, la accesibilidad universal y el diseño para todos a través del desarrollo de las interfaces de usuario, con la finalidad de mejorar la accesibilidad universal por parte de las personas con diversidad funcional mediante las nuevas tecnologías aplicadas al diseño para todos.
Trabajó para EID Ibérica en sistemas de identificación electrónica, y fue asesor técnico de varias ONGs e instituciones públicas de ámbito local y estatal.
Colaboró asesorando e impartiendo cursos en la Fundación ONCE, en la Facultad de Informática donde había cursado sus estudios.
Presidió el grupo de trabajo Normalización de Interfaces de Usuario para Discapacitados del SC 8, del Comité Técnico de Normalización 139 de la Asociación Española de Normalización y Certificación (AENOR), y fue miembro del grupo de trabajo mundial de la Iniciativa para la Accesibilidad Web (WAI) del World Wide Web Consortium (W3C) para la accesibilidad web.

## Diversidad funcional

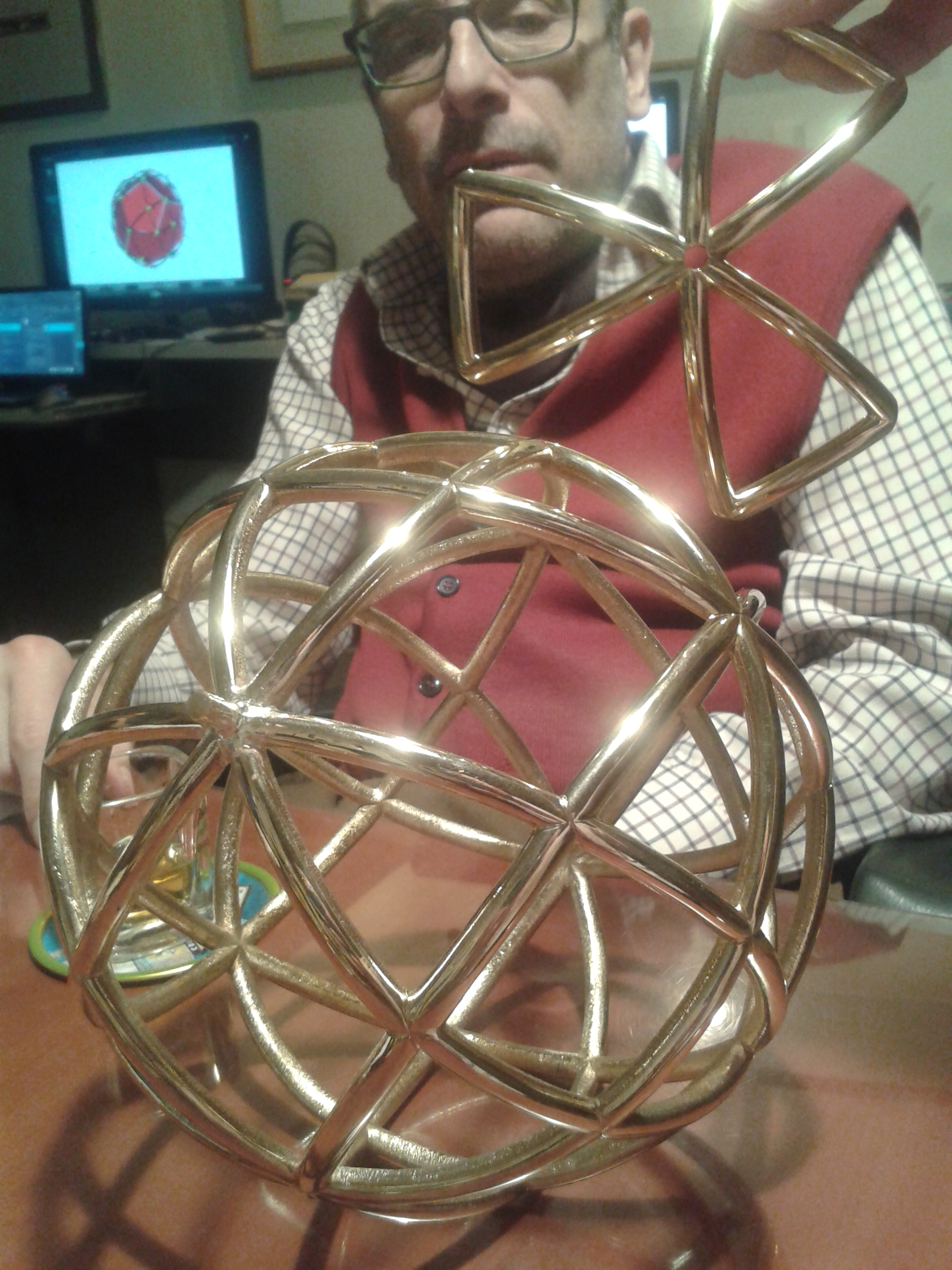
Javier Romañach con el Divertabah

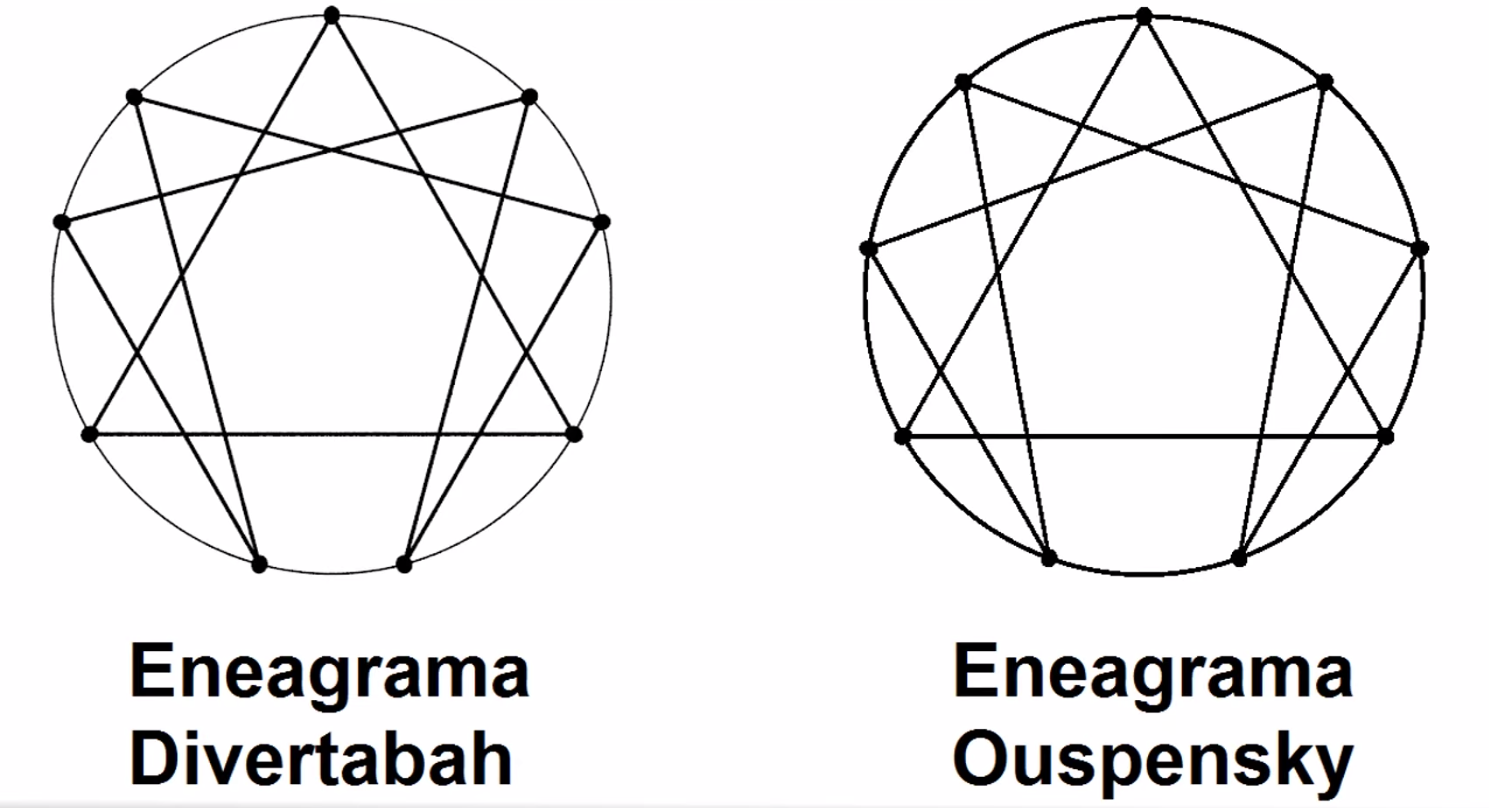
Comparación de la representación del eneagrama originalmente diseñado por Ouspensky (derecha) comparado con la propuesta de Javier Romañach basada en la aplicación del número áureo

A finales de los años 90 entró en contacto con el Movimiento de Vida Independiente (MVI), que le hizo ver una nueva forma de trabajar en pro de las personas con diversidad funcional. En aquella época incorpora su visión en la mejora de las estructuras tradicionales del sistema asociativo creando primero, con Antonio Rodríguez, la Lista Medular;
Con Manuel Lobato creó en 2005 el término diversidad funcional, un neologismo nacido para erradicar del lenguaje habitual expresiones como "discapacidad", "minusválido" o "invalidez", que tienen un carácter peyorativo para el colectivo. Dicho nuevo término reivindica una comprensión de la diversidad funcional dentro del modelo social, y denuncia que el motivo que no permite llevar una vida independiente no se encuentra en la persona y su diversidad, sino en el contexto, que impone barreras a las funcionalidades no aceptadas como normales. No fue este el único neologismo acuñado por Romañach; la contracción de uno de sus lemas "libertad y dignidad en la diversidad" derivó en Divertad, uno de sus lemas dentro del colectivo social.
Este nuevo concepto quedó plasmado en el libro "El modelo de la diversidad. La bioética y los derechos humanos como herramientas para alcanzar la plena dignidad en la diversidad funcional", escrito en 2007 por Agustina Palacios y Javier Romañach, y como continuación del cual Romañach escribió en 2008 "Bioética al otro lado del espejo. La visión de las personas con diversidad funcional y el respeto a los derechos humanos".
Además, colaboró habitualmente con diferentes universidades, entre las que destacan la Universidad Carlos III y el Departamento de Filosofía del Derecho. En dicha Universidad el 16 de enero de 2019 se celebró la "Jornada sobre Discapacidad y Derechos Humanos en homenaje a Javier Romañach", en la cual la Clínica del IDHBC (Instituto de Derechos Humanos Bartolomé de las Casas) pasó a denominarse "Clínica de Derechos Humanos Javier Romañach".
Como impulsor del Movimiento de Vida Independiente en España, fue pieza clave en la creación en 2006 de la primera Oficina de Vida Independiente (OVI), primero en Madrid y luego en Barcelona.
En la vertiente social, su actividad le permitió colaborar como profesor de Filosofía de Vida Independiente en módulos de formación reglada en las Universidades de Vigo, Salamanca, Menéndez Pelayo y Carlos III de Madrid. Internacionalmente, fue profesor del Módulo de Diversidad Funcional en el Máster de Bioética de la Universidad de Camerino (Italia).
Su activismo también era político y, por ello, compareció en el Congreso de los Diputados, en la Comisión del Pacto de Toledo, y como experto para asesorar sobre la Convención de la ONU en materia de derechos de las personas con diversidad funcional (2005, 2009). Así mismo, intervino ante las Cortes de Castilla y León y las Cortes Valencianas para defender la filosofía de Vida Independiente ante la nueva Ley de Autonomía de las Personas.
Participó en el encierro en el IMSERSO (2006), y desde el principio formó parte de la organización de la Marcha por la Visibilidad de las Personas con Diversidad Funcional.
Con motivo del estreno de la película "Mar adentro", intervino en 2005 en el programa "Las cerezas" de RTVE con Julia Otero, donde defendió su discrepancia con la decisión de Ramón Sampedro, afirmando que "morir con dignidad es importante, pero primero y más importante es vivir con dignidad".
En 2025, la  Asociación Plena Inclusión Madrid (ASPIMIP), puso el nombre de Javier Romañach a su primer piso tutelado para personas con discapacidad intelectual. ASPIMIP sigue los pasos del Movimiento de Vida Independiente impulsado por Romañach.